# 林現惟
林現惟（2005年10月20日—）是臺灣男子籃球運動員，場上主打後衛位置。

## 生平
林現惟的祖父獨振發是安徽人，1949年從中國大陸遷居臺灣。祖母是來自臺東縣大鳥村的排灣族人。父親獨平豐曾是屏東高中籃球隊成員。母親是宜蘭縣南澳鄉的泰雅族人。林現惟與哥哥林現晴和姐姐的名字第一字「現」是祖父獨振發取自曾祖父獨現彩之名。
林現惟國小最初就讀於南澳國小，之後因父親的工作關係搬家到新竹就讀舊社國小。林現惟就讀大倫國中一年級時就拿到登上JHBL國中籃球聯賽舞臺，但只有出賽兩場，球隊在預賽三戰全敗後就提早出局，升上二年級時因在第一場預賽右手骨裂而一度缺陣將近一個半月，最終傷癒歸隊後助隊奪下108學年度JHBL冠軍，國三時球隊以季軍坐收。
林現惟進入松山高中第一年就入選12人名單，菜鳥球季留下場均19.1分、5.1籃板、2.7助攻、2.4抄截的成績，但因為球隊並未挺進該屆四強，因此林現惟無法角逐新人王獎項。2022年8月林現惟獲邀參加NBA籃球無疆界訓練營，2022年9月松山高中拿下長耀盃冠軍，林現惟獲選為最有價值球員。

## 外部連結
- 林現惟在Eurobasket.com（球員）（英语）
- 林現惟在RealGM（球員）（英语）